# إد بيرس
إد بيرس (بالإنجليزية: Ed Pierce)‏ هو لاعب كرة قاعدة أمريكي، ولد في 6 أكتوبر 1968 في أركاديا في الولايات المتحدة.

## وصلات خارجية
- إد بيرس على موقعبيزبول رفرنس.كوم (الدوري الرئيسي) (الإنجليزية)